# 各国における銃規制
各国における銃規制（かっこくにおけるじゅうきせい、英: Overview of 
gun laws by nation）は、銃法および方針（総称して銃器規制「firearms regulation」または銃規制「gun control」とも呼ばれる）一般市民による小火器の製造、販売、譲渡、所有、変更および使用に関する国別の法律と方針。多くの国々は銃器政策に関し制限的であるのに対し、寛容的政策を取る国家も少数ではあるが存在する。銃の所持が許されている国は、アルバニア、オーストリア、チャド、コンゴ共和国、ホンジュラス、ミクロネシア、ナミビア、ナイジェリア、パキスタン、フィリピン、セネガル、南アフリカ、スイス、タンザニア、米国、イエメン、ザンビア、カナダやチェコ共和国などがある。また、論理的に制限的ではあるが、銃の所有に関する許可証を発行する国家もこの中に存在する。
国家の歴史的背景などから強力な銃文化が成り立っている国に於いては、市民に武器を所持させ武装する権利を与えている他、銃意識の相違により近隣の銃法よりも自由度の高い銃法が制定されているなどの地域間相違も存在する。民間人の銃器所持を規制する国々では通常、特定の銃器に対する所持を制限しているか、許可証を「発行しなければならない理由」がある者以外の所持を制限している。狩猟、射撃競技、自己防衛、収集家（コレクター）及び、隠した状態での携行などで銃の所有許可を得ても別途、関係法令に関する許可を得なければならないなどの制約が課せられている。
通常、銃所持法は大きな損害を与えることができるとされる武器や隠し運ぶことができる武器（拳銃やそのほか短銃身なもの）などに対し指定しており、犯罪行為での使用を減らす目的として制定される。合法的所持に関し制限が課されている者は、特定の年齢以下、または犯罪歴を有する者であり、そのほか家庭内暴力、アルコール依存症や薬物乱用の既往歴や中毒患者、精神病、うつ病、自殺未遂など自分や他人に対し危害を及ぼす可能性が高いと判断される場合に拒否される。所持免許を申請する場合は、身分を証明できる公的書類、銃の安全な取り扱いに関する講習を修了し武器を安全に保管することができる保管庫や場所を有することなどが必須条件となる。
銃法は当局が法的要件を満たした一般市民が銃所持免許を発行する国に於いては寛容とみなされ、規制当局の裁量により免許が発行される可能性があり、所持する理由を証明することが明確でなく、申請に関し何度もその理由を請求しなければならないなどの場合は制限的となる。一般市民が合法的に銃を手にすることが困難または不可能である場合には銃法は厳格とみなされる。
小火器を制限する法律では、爆発物、クロスボウ、刀、電気ショックを利用する武器（スタンガンやテーザー銃）、エアガン、護身用スプレーなども同様に規制する国もある。その他、大容量の弾倉、減音装置など銃器に取り付ける付属品も制限され、購入する弾薬の量や種類に関しても制限があり、特定弾薬の販売や購入所持などは禁止されている。
この記事は世界規模のため詳細に説明することは不可能であるが、小火器の使用と民間人の所有に関する各国の武器に関する法律を簡単に要約する。

## 各国との比較
|                          | 一般市民の所持                               | 個人防衛目的                    | オープンキャリー                    | 隠した状態での携行                                                                                        | 許可無しに携帯                             | 自動火器の所持                                | 弾倉制限 | 申請審査                         | 登録情報                     | 刑罰(年数)                                                                       |
| ------------------------ | -------------------------------------------- | ------------------------------- | ----------------------------------- | --- | ------------------------------------------ | --------------------------------------------- | --- | -------------------------------- | ---------------------------- | -------------------------------------------------------------------------------- |
| アルゼンチン             | Yes – shall issue                            | Yes – shall issue               | Yes                                 | May issue – 特定の理由が必要                                                                              | No                                         | No                                            | | Yes                              |                              | 3年。禁止されている武器を所持していた場合6年                                     |
| オーストラリア           | Yes – may issue, must have a specific reason | No                              | No                                  | No | No                                         | May issue – restricted                        | 南オーストラリア以外No | No                               | No                           | 終身刑                                                                           |
| オーストリア             | Yes – shall issue                            | Yes – shall issu                | May issue – restricted              | May issue - restricted 軍事的脅威が証明される場合のみ Shall issue - 非番の公務員のみ 警察官、軍人、刑務官 | No                                         | May issue – restricted 収集家、ガンスミスのみ | Yes | No                               | No                           | 2年                                                                              |
| ボスニア・ヘルツェゴビナ | Yes – May issue                              | May issue                       | May issue                           | May issue                                                                                                 |                                            |                                               | | No                               | No                           |                                                                                  |
| ブラジル                 | Yes – Shall issue                            | Yes – Shall issue               | May issue – restricted              | May issue – restricted                                                                                    | No                                         | May issue                                     | Yes | No                               | No                           | 3年。禁止された武器を所持していた場合6年                                         |
| カナダ                   | Yes – shall issue                            | May issue – restricted          | No                                  | May issue – restricted                                                                                    | No                                         | No（1976年以前は別）                          | 半自動小銃用途で5発（免除条件あり）拳銃用途で10発。マニュアルアクション（ポンプ、レバー、ボルトアクション）用途は無制限（一定条件あり）                                    | No                               | 規制対象外のみ               | 10年                                                                             |
| チリ                     | Yes – May issue                              | May issue – restricted          | May issue – restricted              | May issue – restricted                                                                                    | May issue – restricted                     | No                                            | 自己防衛免許かつ登録された火器で100発。狩猟、競技免許で2000発かつ移送免許を有する場合、登録された火器に於いて3000発。弾丸の売買履歴の登録                                  | No                               | No                           | 10年                                                                             |
| 中国                     | May issue – restricted                       | No                              | No                                  | No | No                                         | No                                            | | No                               | No                           | 7年                                                                              |
| キプロス                 | Yes – ショットガンのみ                       | ショットガンのみ                | May issue – restricted              | No | No                                         | No                                            | | No                               | No                           |                                                                                  |
| チェコ共和国             | Yes – shall issue                            | Yes – shall issue               | 専門家のみ                          | Yes – shall issue                                                                                         | No 2発式拳銃とパーカッションロック式を除く | May issue – restricted                        | Yes | No                               | No                           | 2年、特別な事情で8年                                                             |
| デンマーク               | Yes – may issue                              | No                              | No                                  | No | No                                         | No                                            | 2短銃とボルトアクション方式は無制限。半自動小銃は2発 | No                               | 2001年以前のショットガンのみ | 21年（最短）                                                                     |
| 東ティモール             | No                                           | No                              | No                                  | No | No                                         |                                               | | No                               | No                           | 1年                                                                              |
| エジプト                 | Yes – may issue                              | Yes – may issue                 |                                     | |                                            |                                               | | 特定の役人、軍人、警察官に限る   | No                           | 終身刑                                                                           |
| エリトリア               | No                                           | No                              | No                                  | No | No                                         | No                                            | | No                               | No                           |                                                                                  |
| エストニア               | Yes – shall issue                            | Yes – shall issue               | No                                  | Yes – shall issue 薬室に装填されていないこと。リボルバー方式を除く                                        | No                                         | Yes – shall issue 収集目的のみ                | | No                               | No                           | 3年                                                                              |
| フィンランド             | Yes – shall issue                            | No                              | No                                  | No | No                                         | May issue – restricted                        | | No                               | No                           | 2年                                                                              |
| フランス                 | Yes – shall issue                            | May issue – restricted          | No                                  | May issue – restricted                                                                                    | No                                         | No                                            | No | No                               | No                           | 7年                                                                              |
| ドイツ                   | Yes – may issue                              | May issue – restricted          | May issue – restricted              | May issue – restricted                                                                                    | No                                         | No                                            | Yes | No                               | No                           | 10年                                                                             |
| ホンジュラス             | Yes – shall issue                            | Yes – shall issue               | No                                  | No | No                                         | No                                            | | No                               | No                           | 10年                                                                             |
| ハンガリー               | Yes – may issue                              | May issue – restricted          | 専門家のみ                          | May issue – restricted                                                                                    | No                                         | No                                            | | No                               | No                           | 8年                                                                              |
| アイスランド             | Yes - may issue                              | No                              | No                                  | No | No                                         | Yes - （収集目的のみ）                        | | No                               | No                           | 4年                                                                              |
| インド                   | May issue – restricted                       | May issue – restricted          |                                     | |                                            | No                                            | No | No                               |                              | 終身刑                                                                           |
| インドネシア             | May issue – restricted                       | May issue – restricted          |                                     | May issue – restricted                                                                                    | No                                         | No                                            | | No                               | No                           | 20年または死刑                                                                   |
| イラク                   | Yes – shall issue                            | Yes – shall issue               |                                     | |                                            | Yes                                           | | No                               | No                           |                                                                                  |
| イラン                   | May issue – restricted                       |                                 |                                     | | No                                         |                                               | | No                               | No                           |                                                                                  |
| アイルランド             | Yes – may issue                              | No                              |                                     | |                                            | No                                            | | No                               | No                           |                                                                                  |
| イスラエル               | Yes – may issue                              | May issue – 具体的理由が必要    | May issue – 具体的理由が必要        | May issue – 具体的理由が必要                                                                              | No                                         | No                                            | | No                               | No                           | 10年                                                                             |
| イタリア                 | Yes – shall issue                            | Yes                             | No                                  | May issue – restricted                                                                                    | No                                         | No                                            | Yes | No                               | No                           |                                                                                  |
| ジャマイカ               | Yes – may issue                              | Yes – may issue                 | Yes – may issue                     | Yes – may issue                                                                                           | No                                         | No                                            | | No                               | No                           |                                                                                  |
| 日本                     | May issue – restricted                       | No                              | No                                  | No | No                                         | No                                            | | No                               | No                           | 15年                                                                             |
| ケニア                   | Yes – may issue                              |                                 | No                                  | オートマチック方式は条件により所有可                                                                      | オートマチック方式は条件により所有可       | No                                            | | No                               | No                           | 15年                                                                             |
| クウェート               | Yes – may issue                              | May issue – restricted          |                                     | |                                            | No                                            | | No                               | No                           |                                                                                  |
| レバノン                 | May issue – restricted                       |                                 |                                     | |                                            | No                                            | | No                               |                              |                                                                                  |
| マレーシア               | May issue – restricted                       |                                 |                                     | |                                            |                                               | | No                               |                              | 14年                                                                             |
| メキシコ                 | Yes – may issue                              | Yes                             | May issue – 具体的理由が必要        | May issue – 具体的理由が必要                                                                              | No                                         | No                                            | | No                               | No                           | 7年                                                                              |
| オランダ                 | Yes – may issue                              | No                              | No                                  | No | No                                         | No                                            | | No                               | No                           | 1年                                                                              |
| ニュージーランド         | Yes – may issue                              | No                              | No                                  | No | No                                         | Yes – may issue                               | 半自動小銃とショットガンで7発（リムファイア式15発または、着脱式弾倉型で10発（リムファイア式15発）以上装弾できるものは軍用型とみなされ、所有にはカテゴリーEライセンスが必要 | No                               | 特定火器の登録               | 2年                                                                              |
| ナイジェリア             | Yes - may issue                              |                                 | No                                  | No | No                                         | No                                            | | No                               | No                           | 5年                                                                              |
| 北朝鮮                   | No                                           | No                              | No                                  | No | No                                         | No                                            | | No                               | No                           | 20年または死刑                                                                   |
| ノルウェー               | Yes – may issue                              | May issue – restricted          | No                                  | No | No                                         | May issue – restricted                        | | No                               | No                           | 3か月                                                                            |
| パキスタン               | Yes – shall issue                            | Yes – shall issue               | Yes – shall issue                   | Yes – shall issue                                                                                         | Maybe – 農村地域は可                       | 2018年1月個人所有の自動火器は全て禁止         | Yes | No                               | No                           | 7年                                                                              |
| フィリピン               | Yes – may issue                              | Yes – may issue                 | Yes – may issue                     | Yes – may issue                                                                                           | No                                         | No                                            | | No                               | No                           |                                                                                  |
| ポーランド               | Yes – shall issue                            | Yes – may issue特定の理由が必要 | No – 専門家のみ                     | オートマチック式は自己防衛、標的射撃免許が必要                                                            | 無薬莢弾は黒色火薬のみ                     | Shall issue – 収集目的のみ                    | Yes | 無薬莢弾は黒色火薬のみ           | 無薬莢弾は黒色火薬のみ       | 8年                                                                              |
| ルーマニア               | Yes – may issue                              | May issue – restricted          | No – 専門家のみ                     | May issue – restricted                                                                                    | No                                         | No                                            | No | No                               | No                           | 5年                                                                              |
| ロシア                   | Yes – may issue                              | Yes – may issue                 | No                                  | No | No                                         | No                                            | | No                               | No                           | 8年                                                                              |
| サモア                   | Yes – shall issue                            | Yes – shall issue               | No                                  | No | No                                         | No                                            | | No                               | No                           |                                                                                  |
| セルビア                 | Yes – shall issue                            | Yes – shall issue               | No – professionals only             | May issue – 具体的理由が必要                                                                              | No                                         | No                                            | | No                               | No                           | 5年                                                                              |
| シンガポール             | May issue – restricted                       | May issue – restricted          | May issue – restricted              | May issue – restricted                                                                                    | No                                         | May issue – restricted                        | | No                               | No                           | 14年                                                                             |
| スロバキア               | Yes – shall issue                            | Yes - may issue                 | No                                  | May issue – 具体的理由が必要                                                                              | No                                         | May issue - restricted                        | | May issue – restricted           | No                           |                                                                                  |
| スロベニア               | Yes – may issue                              | Yes – may issue                 |                                     | May issue – restricted                                                                                    |                                            | No                                            | No | No                               | No                           |                                                                                  |
| 南アフリカ               | Yes – may issue                              | May issue – 具体的理由が必要    | No                                  | 条件によりオートマチックは可                                                                              | 条件によりオートマチックは可               | May issue – restricted                        | Yes | No                               | No                           | 15年                                                                             |
| 韓国                     | Yes – may issue                              | No                              | No                                  | No | No                                         | No                                            | | No                               | No                           | 10年                                                                             |
| スペイン                 | Yes – May issue                              | May issue – restricted          | No                                  | May issue – restricted                                                                                    | No                                         | No                                            | No | No                               | No                           |                                                                                  |
| スイス                   | Yes – shall issue                            | Yes – may issue                 | No                                  | May issue – restricted                                                                                    | No                                         | Yes – May issue                               | Yes | Maybe – 全ての項目で犯罪歴の調査 | 特定の火器 狩猟銃など        | 5年                                                                              |
| スウェーデン             | Yes – May issue                              | May issue – restricted          | No                                  | May issue – restricted                                                                                    | No                                         | カールグスタフm/45のみ                        | Yes | No                               | No                           |                                                                                  |
| 台湾                     | May issue – restricted                       | May issue - restricted          |                                     | |                                            |                                               | | No                               |                              |                                                                                  |
| タイ                     | Yes – may issue                              | Yes – may issue                 |                                     | Yes – may issue                                                                                           | No                                         | No                                            | | No                               | No                           | 10年                                                                             |
| トルコ                   | Yes – may issue                              | No                              | No                                  | Yes – may issue – 特定の理由が必要                                                                        | No                                         | No                                            | No | No                               | No                           | 3年                                                                              |
| ウクライナ               | Yes – may issue                              | No                              | May issue – restricted              | | No                                         | No                                            | | No                               | No                           | 7年                                                                              |
| イギリス                 | Yes – may issue ショットガンに限る           | No 北アイルランドのみ           | No                                  | No | No                                         | No                                            | Yes 自己防衛目的での所持は3発。その他のショットガンは限定されない | No                               | No                           | 許可なしに携帯した場合5年から10年、禁止されていないが未登録火器の所持は最長で5年 |
| アメリカ                 | Yes – 一部の州ではshall issue                | Yes – 一部の州ではshall issue   | 不定                                | Yes – 一部の州ではshall issue                                                                             | 不定                                       | No （1986以前は登録）                         | 州により異なる | 州により異なる                   | 州により異なる               | 連邦検察10年、州検察様々                                                         |
| ウルグアイ               | Yes – shall issue                            |                                 | No                                  | No | No                                         | May issue                                     | | No                               | No                           | 6年                                                                              |
| ベネズエラ               | May issue – restricted                       | May issue - restricted          | No                                  | 条件によりオートマチックは可                                                                              | 条件によりオートマチックは可               | No                                            | | No                               |                              | 6年                                                                              |
| ベトナム                 | May issue – restricted                       | No                              | No                                  | No | No                                         | No                                            | | No                               | No                           | 7年                                                                              |
| イエメン                 | Yes                                          | Yes                             | Yes - may issue農村地域では制限無し | Yes - may issue農村地域では制限無し                                                                       | 農村地帯は可                               | Yes - subject to valid license                | Yes | 携行は経歴調査                   | Yes                          | 1年                                                                              |

### 注記
- Shall issue（許可証を発行する） – 法的要件を全て満たせば、所持免許証を発行する。（当局が否定することは無い）
- May issue（許可証を発行することがある） – 当局は、申請者が免許または銃器を取得可能かどうかについて陳述を行い最終判断を行う。
  - May issue – Specific reason needed（詳細な理由が必要） – 免許を取得するには、特定の理由やその詳細について証明されている必要がある。
  - May issue – restricted（制限） – 免許や所持に関して法律上その可能性が記載されているが、免許や許可の発行が難儀である。（厳格である）
- 一般市民の所持 – 一般市民が合法的に銃を手に入れることが可能か。（狩猟、競技、収集目的）
- 個人防衛目的 – 自己防衛目的として所持することが可能か。（市民が所持理由を法的に問われることがない）
- オープンキャリー – 一般市民が、弾丸が装填された銃器を公の場での自己防衛のために公然と運ぶことが可能か。（特別な許可を得て）
- 隠した状態での携行 – 民間人は自衛のために隠された銃器（ショルダーホルスターに収めた状態など）を持ち運ぶことができるか。（例えば、特別な許可を得て）
- 許可なしに持ち運ぶ – 市民が特別な許可なしに公共の場で自己防衛のために弾丸が装填された銃を持ち運ぶことが可能か。
- 自動火器の所持 – 全自動小火器（自動小銃）が一般市民に許可されているか。（特別な許可を得て）また全自動小火器を永遠に処分する必要がないか。
- 弾倉制限 – 弾丸や弾倉の所持数が無制限であるか。（Yes:無制限）
- 申請審査 – 医学的または経歴的な審査が不要であるか。（Yes:不要 - No：必要）
- 登録情報 – 銃器登録は不要であるか、または違法所持に関する法律が無いか。（Yes:不要 - No：必要）
- 刑罰 – 違法な銃器所持に関する刑罰。単純所持での刑務所での最大服役年数。

## アフリカ
2000年12月1日、マリのバマコに於いて、アフリカ統一機構加盟国51カ国の代表が、「アフリカの小型武器の不法増殖、流通および人身売買に関する共通の立場（Bamako Convention on the ban on the Import into Africa and the Control of Transboundary Movement and Management of Hazardous Wastes within Africa）」に関するバマコ宣言を採択している。署名各国がそれぞれ国内法の下、小火器並びに小型武器の不法所持を犯罪と確立することを推奨している。

### ケニア
ケニアでの銃法は、ケニアの銃器法（第114条）に定められている。上級ライセンス官（Chief Licensing Officer, CLO）が銃器に関する免許の授与、否認、または取り消すなどの裁量権を有している。申請は21歳以上であり、犯罪行為、精神的健康および家庭内暴力についての厳格な身元調査に合格した上で、個人的に銃を所有して持ち運ぶ必要があることについての明確な説明が求められる。免許付与後も定期的に検査が行われ、検査に合格しない場合は直ちに失効する。所持に関する免許を受ければ隠した状態での携行に関する追加許可などを必要としない。

### 南アフリカ
南アフリカで銃器免許を申請する場合、申請者は、免許を申請する特定の種類の銃器を対象とした適格者であるかのテストと南アフリカの銃器法に関するテストに合格する必要があり、これらのテストに合格後、南アフリカ警察が行う身辺調査と銃器保管場所に関する適正検査が行われる。両方のテストに合格し、証明書が授与された後に自己防衛目的から職業的狩猟までの範囲で銃器の免許を申請することが可能となる。各免状ごとに保有できる弾薬量などが決められている。

## アメリカ大陸

### アルゼンチン
アルゼンチンの銃器は制限されており、2015年10月下旬に法務省と人権省の支部であるRENAR（Registro Nacional de Armas de la Republica Argentina）に代わり、ANMaC（Agencia Nacional de Materiales Controlados）により規制されている。アルゼンチンで銃器許可を申請するには、申請者は21歳以上であること、身体的にも精神的にも健康であることを証明する健康診断書を提出し、取り扱いに関する安全講習を修了し、正当な生活収入の報告などの経歴調査を受け合格しなければならない。合格した申請者は、5年ごとに更新が必要な指紋付きライセンスを発行される。銃器を購入したい場合は銃器を保管する安全な場所を提供し、銃器を購入するための適切な理由を示さなければならない。
銃器は、正規販売店を通して購入し、ANMaCに登録しなければならない。銃器が継承される場合には再登録届を提出する必要がある。適切に保管されている限り、所有する銃器の数に制限は無く、弾薬の売り上げは記録されるが、所持に関しては無制限である。
合法的拳銃所持者に対する銃の携帯許可証の取得は非常に困難であり、その説明のためANMaC委員会に出頭する必要がある。「明確な危機が迫っている」と証明される場合にのみ発行され、携帯許可証は危険性な状況であるか再検討するために年次更新され、危険性が取り除かれると通常、許可証は直ちに取り消される。警備目的などの民間警備会社などには、事業用運搬許可証が発行される場合などがある。
32口径を超える拳銃は条件付きで所持が可能であるが、自動式拳銃の一般市民へ販売は禁止されている。22口径のロングライフル以上のボルトアクションライフルおよび.22口径ロングライフル以上の半自動式小銃で取り外し不可能な弾倉は条件付きで使用可能。取り外し可能な弾倉を持つ.22ロングライフルを超える全自動ライフルと半自動ライフル。半自動ショットガンおよび長さ380〜600mm（15〜24インチ）の銃身のショットガンは条件付きで使用可能。全自動ショットガンおよび380mm（15インチ）未満の銃身を持つショットガンは禁止されている。

### ブラジル
ブラジルでは全ての銃器に関し登録が必要である。所有権の最低年齢は25歳であり、銃器を取得する前、及びその後、3年毎に適性と精神的健康であることを証明する書類が必要であり、銃を自宅外に持ち出すことは一般的に違法である。2004年7月1日付けの「大統領令第5条123項」により、正当な理由で所持されていない銃器を連邦警察が没収することが可能となった。自衛は有効な所持理由とはみなされない。
ブラジルの銃器総数は1,400万丁から1,700万丁の間と見られ、推定900万丁が未登録である。2005年の国民投票でブラジル市民は、一般市民への銃器の販売を全面的に禁止するという政府の提案に反対している。

### カナダ
カナダでの取得は、銃器と免許手続きに関する手続き（possession and acquisition license, PAL）が王立カナダ騎馬警察によって公布されており、銃器安全コースを受講し、テスト、経歴調査、および面接に合格する必要がある。PALを通じライフルとショットガンの購入が可能である。また制限付きPAL（restricted possession and acquisition license, RPAL）コースも用意されており、該当する武器を取得することが可能となっている。なお主な取得目的は狩猟と射的である。他人の脅威から身を守る自己防衛目的での持ち運びは禁止されているが、野生動物保護目的での専用許可証「wilderness carry permit」を取得することが可能である。
登録済である制限または禁止された武器の輸送許可（authorization to transport, ATT）要件が別途ある。非国民がカナダ国内で禁止されていない武器をカナダ国内に持ち込むことが可能であり、60日間の一時使用許可承認のため、税関職員から非居住者用銃器宣言を得ることが可能となっている。
カナダでは、銃器は3つのカテゴリーに分類される。
- 制限なし：全長26インチ（660mm）を超える長銃と18.5インチ（470mm）を超える銃身を持つ半自動銃。PALで所持が可能。狩猟目的で使われるカテゴリーである。
- 制限付き：銃身の長さが4.1インチ（105mm）を超える拳銃、および上記長さの要件を満たしていない長銃が含まれる。これらの銃はATT要件を必要とする。
- 禁止：これらの武器は一般に民間人が所有することはできず、全自動火器や軍事用火器、銃身の長さが4.1インチ（105mm）以下の拳銃、および0.25および0.32弾薬用の火器が含まれている。通常これらを所有する方法は、先代から譲り受けるのが唯一の方法となる。10発以上の拳銃用弾丸と半自動小銃の弾丸5発以上の所持は禁止されている。

### チリ
チリでは、憲法第92条で銃の所有権を特別に認められた権利として宣言しているが、銃器は警察によって規制されている。民間人の銃の所有権は法律で認められているが、当局は消極的であり、民間の武器使用に関する危険性を指摘するキャンペーンが行われている。
警察発行の銃器許可証は、申請者が18歳であること、精神科医によって発行された精神衛生証明書を提供すること、家庭内暴力で告発されていない、犯罪歴が無いなどの要件を満たし、銃器の安全性と知識に関する筆記試験に合格することで所持が許可されるが、最終的な承認は地区の警察署長によって行われる。申請者は「所持に関する正当な理由」を請求され、内容によっては申請を差し止めることが可能である。承認された場合、許可には以下の4種類がある。
- 防衛許可（個人的防衛目的）、申請された住所に居住中であること。2丁の所持が可能。
- 狩猟許可証には狩猟免許が必要。最大6丁が所有可能。
- 競技許可証には、登録されたガンクラブへの入会が義務付けられており、最大6丁が所有可能。この許可のみ18歳未満でも取得可能。
- 収集許可、丁数無制限で銃器を所有することが可能であるが、弾薬を保有することは禁止されている。警察から指摘された点を改善するなど、特別な安全対策が求められる。

それぞれの許可に対して銃の種類に制限があり、特定の銃器店から指定量の適切な弾薬を購入するために警察発行の許可書が必要となる。輸送（携行）許可証は、許可証保有者の住居から指定された射撃場または狩猟場まで銃器を持ち込むために必要であり、有効期間は2年間。輸送され目的地でそれら銃器を下ろす時は、（盗難、強奪対策として）それら銃器を身に着けること。
自己防衛許可証は、「特定の人間の脅威に対する保護」のために銃を携行することを許可する。この許可は1年間有効であるが、警察署長が理由を述べず申請を拒否することがで可能であり、発行されることは殆ど無い。民間人の自動火器の所有は禁じられている。

### ホンジュラス
ホンジュラスの銃法は、2000年の「銃器、弾薬、爆発物およびその他の関連物の規制に関する法律」に記載されている。2002年4月、国民武器登録所が設立され、全ての市民は銃器を国防省に登録することを求められる。
2003年には、特定のアサルトライフルの禁止が可決され、市民がAK-47やM-16のような軍用型ライフルの所持を制限した。2007年、追加の法令により銃器を公で出すとこを禁じ、一人当たりの銃器の保有数も制限されている。

### ジャマイカ
ジャマイカの銃法は銃器法に定められており、銃器免許機関によって規制されている。申請者は、ショットガン、ハンドガンおよびライフル銃の銃器免許を取得するために警察の身元調査に合格し、認証手続きを完了しなければならない。狩猟やの競技目的のための散弾銃やライフル銃は拳銃よりも入手が容易である。全自動武器は禁止。拳銃は、リボルバーの場合0.45口径以下、ピストルの場合は10mm以下のものに限られる。弾薬の購入は、ショットガンでは年間250発、ハンドガンでは50発に制限されており、追加の弾薬の申請は一般に狩猟シーズン中に行われる。銃器と弾薬ともに専用の保管庫が必要とされる。一度許可されると、銃器の持ち運びが法第22条に基づいて一時的に禁止されていない限り、銃器を公に出したり、隠したり等の追加の許可は必要とされない。

### メキシコ
メキシコ憲法の下で、市民および法定居住者は武器を所有する権利を有し、警察の規制に従ってのみそれらを保有することができる。申請者は犯罪履が無いこと、収入と住居の証明が求められ、認可後の新規銃器は国防省を通じて購入される。25インチ（640mm）より短い銃身または12ゲージより大きい口径のショットガン、全自動または大口径のライフル銃などの武器は禁止されている。1丁の拳銃は家の防衛のために許可されている。狩猟や競技射撃のために、最大で9つの長銃と1丁の拳銃が許されているが、狩猟または射撃クラブの会員であることが求められる。収集家に於いては武器の追加や禁止されている武器の所有も許可されている。民間警備会社に雇用されているか、「危険に遭遇する可能性が高い」と認めれた場合にのみ携行が許可される。

### パナマ
パナマで銃器を入手するには、銃器保有証明書が必要である。銃器保有証明発行には長い経歴調査と訓練が必要とされる。銃器を所有するための最低年齢は18歳である。隠された状態での携行許可証は21歳以上であれば取得することが可能である。自動火器、長物で短銃身化されているもの、装甲貫通性のある弾薬は、許可を受けた銃の所有者でさえも禁止されている。

隠された状態での携行許可証（秘匿運搬許可証）の州別表示
合法
Shall-issue （許可証を発行する）
May-issue （実際には許可証を発行する）
May-issue （許可証を発行する可能性がある）
May-issue （実際には許可証を発行しない）

オープンキャリー法の州別表示
許容している
許容しているが、地域制限あり
オープンキャリー許可証が必要
異例（認めない意向）
認めていない

### アメリカ
米国では、アルコール・タバコ・火器及び爆発物取締局によって施行されている多数の連邦法に銃の法律が定められている。武器を所有し武装する権利が合衆国憲法修正第2条（人民の武装権）によって認められており、ほとんどの州憲法もこの権利を保証している。連邦法と州法の両方が銃の入手と所有権に適用されるため、州によって多少異なる。
以下の条件に該当するものは銃の購入が認められない。
- 重犯罪、または1年以上懲役刑を宣告された過去やその他犯罪で有罪判決を受けている、または起訴されている者。
- 逃亡中である者。
- 家庭内暴力や微罪で有罪判決を受けている者。
- 薬物中毒者または規制された薬物の違法使用者である者。
- 精神疾患であると認められた者。
- 軍隊から不名誉除隊処分を受けた者。
- アメリカ合衆国の市民権を放棄した者。

公然か隠されているかに関わらず、武器の持ち運びは州によって規制されており、これらの法律は過去10年間で急速に変化している。2016年の時点で、殆どの州で資格のある申請者に対し、拳銃を携行するライセンスを交付している。幾つかの州は携行許可証の発行を発行当局の裁量に任せ（may-issueと呼ばれる）、11の州は許可なしに隠された状態で銃器携行を許可し（憲法上のキャリーと呼ばれる）、26の州が許可なしに拳銃のオープンキャリーを許可しているが、20の州が許可を必要とし、4つの州とワシントンDCが拳銃のオープンキャリーを禁止している。隠された状態での携行はその妥当性について様々な見解が存在している。

## アジア・中東

### 中国
中華人民共和国における銃の所有権は、法律によって厳しく規制されている。一般に、民間人は銃の所持を禁止されている。銃の民間所有権は、主に競技組織、認可された狩猟保護区、野生動物保護、および研究組織であり、基本的に個人には認可されておらず、その主体や団体のみに制限されている。個人所有で例外が認めれているのは狩猟目的のみである。銃器の違法な所持または売却には最低3年間の懲役刑が科せられる可能性があり、武器密売の刑罰には終身刑が含まれている。

### 香港・マカオ
香港とマカオでは、銃の所有は厳しく管理されており、所有できるのは法執行機関、軍、警備会社、宝石商のみである。香港法「cap38条銃器および弾薬条例の第13条」に基づき、銃器および弾薬の所持には免許が必要となる。犯罪歴や精神病歴の精査など厳格な手続きの後、免許証が発行される。免許保有者は自宅で銃器を鍵の掛かる場所に保管し、弾薬は別の場所に保管しなければならない。全自動銃器のみが禁止されており、不法所持が認められた者に対しては10万香港ドルの罰金を科され、最長14年間拘禁される可能性を有する。

### 東ティモール
東ティモールの法律では、軍隊と警察軍だけが銃を所有、運搬、使用が許可されている。
2008年6月下旬、首相のシャナナ・グスマンは「緊急の討論」で提案された銃法を国会に提出し議論を進めている。民間人が銃を所有することを許可するであろう新法は、東ティモール国会で激しい議論を引き起こしている。また平和維持軍が派遣されている国連も新法に対する懸念を表明している。

### インド
インドでの銃の所持は法律で厳しく規制されている。1959年の武器法および1962年の武器規則は、免許を受けていない限り、銃、弾薬の販売、製造、所持、取得、輸入、輸出、輸送を禁じているが、銃の入手自体が困難である。また、インド政府は銃弾の製造と販売について独占権を持っている。武器法では、銃器を2つのカテゴリー、禁止ボア（口径）（Prohibited Bore, PB）と非禁止ボア（Non-Prohibited Bore, NPB）に分類している。すべての半自動および全自動の銃器は禁止ボアのカテゴリーに分類されている。1962年の武器法は、口径が0.33、7.62mm、410、380、455、45、リムなし、または9mmの弾薬を発砲できるあらゆる銃器をPBカテゴリに追加している。20インチ（510mm）より短い銃身を持つスムースボア（ライフリングが施されていない銃）銃もPB銃として指定されている。
1987年以前に、PBとNPBの両銃の取得と所持の許可が州政府または地区の治安判事の権限で出されていたが、1987年以降、PB銃の許可証発行は中央政府に移管されている。ライセンスは3年間有効で、更新される可能性を有する。銃器の販売は、両当事者が許可証を有することを条件としている。
NPB銃器許可証の発行基準は、申請者が「脅威に直面」しているか否かである。PB銃器の基準はより厳格であり、多くの場合、「即時の危険」または「その脅威」に直面する政府の要職にある人物、その関係者で脅威および危険が伴う人物、及びその家族となる。それら申請資格を有する人物が国家安全保障上の理由で頻繁に拒絶された2014年、PB免許は更に規制されるようになっている。国防総省規則の下、免許不要で銃器を保管することを許可されている防衛関係者、および一握りのプロ競技射手については例外が存在する。

### インドネシア
インドネシアは一般的に厳格な銃規制があり、ライセンスは通常、軍や法執行機関などの職業に従事する者にのみ発行される。
銃器の免許を取得するには、申請者は21歳以上で、徹底的な身元調査と精神的評価を受けた上で銃器を所有する目的を陳述しなければならない。狩猟、射撃、収集、警備、自衛目的での所持が許可されるが、すべての銃器を登録する必要がある。銃の許可証は5年間有効であり、更新制度である。
民間人はライフルを所持することが可能であるが、軍用型銃器を持つことは禁止されている。拳銃は競技射撃か狩猟にしか使用できないが、2012年、警察が一般市民に許可を出していたと市民団体が主張している。

### イスラエル
イスラエルの銃法は、兵士が武器を任務中または任務外に運ぶことを許可していることから包括的である。一般市民は、銃器および弾薬を合法的に取得、所有、販売、または譲渡するための銃器ライセンスを取得する必要がある。2018年、イスラエルは銃器の規制を大幅に緩和し、軍の戦闘員として戦闘訓練を受けた市民の免許申請を許可しているが、これはライフル訓練に合格した人にのみ適用されている。
規制緩和される2018年以前は、退役軍人や警察官、刑務官、ヨルダン川西岸地区とゴラン高原の居住者またはそこで頻繁に働く人々、認可を受けたハンターや動物管理官など少数の団体や人に対し認可が行われていた。年齢要件は異なり、軍事関係者、公務員と同等の資格を持つ者は20歳から21歳、その他は27歳、非市民は45歳である。銃器免許申請者は、少なくとも3年間連続でイスラエルの居住者であり、経歴調査（犯罪、健康、および精神的経歴）に合格し、銃を所有する正当な理由（自己防衛、狩猟、または競技など）を証明する必要があり、武器訓練コースに合格することが条件として定められている。また、銃器許可申請の約40％が却下されている。
銃器の免許保有者は、3年毎の射撃訓練コースに合格し、少なくとも6年に1回は心理学的審査を受ける必要がある。この他、警備員はこれらテストに合格し、雇用主に属する銃器の持ち運びの許可を更新しなければならない。申請者は、銃を保管するための保管庫が居住地にあることを証明すること。許可は個人的な使用に限って与えられ、自衛目的の保有者は1丁の拳銃だけを所有し、年間50発の弾薬を購入することが可能である（射撃場で使用される弾薬は年間許可弾数に含まれず、置き換えることが可能である）。
銃器の使用許可証に加え、警備会社、射撃クラブ、その他職場など、組織に属する従業員には携行許可証が発行される。競技射撃やオリンピック競技など国に承認された射撃クラブのメンバーは、その必要性を証明し、入会期間を満たした後、追加の銃器（小口径ライフル、ハンドガン、エアライフルおよびエアピストル）及び弾薬を所有できる個人資格が存在する。また、それら競技に参加を希望する無資格の者は、射撃場の監視下のもとで使用することが許されている。
拳銃所持を許可されている大半の個人は、それら拳銃をオープンまたは隠して携行することができ、公の場に於いて弾丸の装填も可能である。
2005年には、銃器の携行を許可されている237,000人の市民と154,000人の警備員がおり、さらに34,000人のイスラエル人が、銃器の免許を更新できなかったために違法に銃を所有している。2007年、軍が1,757,500人、警察で26,040人、民間人50万人が何かしらの小型武器を保有しているとの発表がなされている。

### 日本
日本は世界でも最も厳格な銃規制を敷いている国の一つである。銃の所持は原則として禁止されており、猟銃や競技用空気銃など、特定の目的に限って許可制のもとで所持が認められている。所持許可を得るためには、身体・精神の健康診断、射撃技能講習および試験、法令講習、警察による身辺調査や家庭訪問を経る必要がある。さらに、弾薬の購入や銃の保管場所も厳しく管理され、定期的な更新審査が課される。個人の防衛目的による銃所持は一切認められておらず、公共の場での携行（隠匿・オープンを問わず）も違法である。拳銃や自動小銃などの軍用火器は一般市民には完全に禁止されており、不法所持には最長10年の懲役が科される。18歳未満の所持は禁止されており、銃器情報は公安委員会により厳重に管理されている。

### クウェート
クウェートは厳しい銃器法を持っている。所持には少なくとも25歳以上で、犯罪歴がなく容疑者ではないこと、警察の監視対象ではないこと、収入が確立されており、武器を適切に取り扱うことができること、または内務大臣が推薦する外国人であることを条件として、免許が付与される。また、狩猟散弾銃が最も一般的に認可されている銃器である。.22ロングライフル弾を使用するライフル銃も一般的であり、それ以外の狩猟用および狙撃用ライフル銃を入手することは困難である。拳銃は要人にのみ許可され、民間人の自動小銃や機関銃の所持は許されていない。

### レバノン
レバノン共和国では、拳銃、狩猟用武器、骨董品以外の銃器の所有は違法であり、狩猟用と骨董品のみ所有者の自宅から持ち出すことが許可されており、レバノンは中東の中で最も銃規制が厳しい国の一つである。しかし、一般的にこの法律は無視されている。レバノンは正式に武器を持つ権利を与えていないが、背景に文化として個々に於いて銃がしっかりと管理されているためである。銃器のライセンスは特定の個人に対し付与されているが、これら銃に関する情報が一般に公開されていないため、立証する必要がある。
歴史的な背景から来る銃文化、中央政府の統制の欠如や全国各地の権限の欠如、この地域の波乱的要素などから銃規制は成功していない。この地域はかつてガンスミスが際立っていたが、1930年代半ば以降ほとんど利用されなくなったが、今日でも過去の文化背景が法の代わりを担っているため、レバノンが中東最大の武器市場の1つとなっている。
また、レバノンは一人当たりの銃器保有数で世界58位にランクされている。

### マレーシア
マレーシアには厳格な銃規制が存在する。1960年の武器法で、マレーシア国民に銃器の製造、輸入、輸出、修理、所有権の許可を与えることを明記している。銃器の免許は、州の警察署長によってのみ付与される。銃器を使用したゆすり、住居侵入、強盗、逮捕に敵対するなどの行為を行った場合、死刑が求刑される。またこれら犯罪で銃を携行し威嚇した場合、終身刑もしくは6回の鞭打ち刑が下される。銃器の違法所持は最大で14年の懲役刑に服す。一般市民は合法的に銃を手に入れることが不可能であるため、闇市場が存在する。

### 北朝鮮
2009年、北朝鮮は銃器を厳しく規制する新しい法律を制定している。

### パキスタン
パキスタンは他のアジア地域と比較すると、寛容的な銃器法を持ち、世界で6番目に高い銃の保有国である。法律では、大半の都市部に於いて民間人による武器の持ち込みを規制している他、教育機関、ホテル、下宿および宿泊施設、見本市、政治集会、宗教儀式または宗教行列、および裁判所または官公庁での所持は禁止されている。パキスタンの銃法では、銃免許の却下または取り消は規定されておらず、あらゆる種類の拳銃や自動火器を含む全ての銃器の所有を許可している。パキスタンでは銃文化が根付いており、北西部地域の農村部などで人々が合法的にRPGやライフル銃を携行している姿を見かけるのは珍しいことでは無いことなどからもうかがえる。

### フィリピン
フィリピンは他のアジア太平洋諸国と比較すると銃文化が盛んであるため寛大であるが、厳格な銃法が存在する。フィリピンの銃規制は1972年にフェルディナンド・マルコス大統領が民間人の銃禁止令を発布している。近年フィリピンの銃法は、2013年に調印された「共和国法10591条」に概説されている。銃器を購入するには、市民はまず銃の所有権を取得しなければならない。申請者は最低21歳以上であること、犯罪歴または家庭内暴力の経歴を持たないことが条件として定められている。所有免許保有者は、携帯許可（Permit to Carry, PTC）の取得と共に公衆での拳銃携行が可能となる。申請者は、差し迫った危険や脅威など、PTCの必要性を証明しなければならない。PTCは通常、弁護士、会計士、メディア関係者、レジ係、銀行の出納係、司祭、大臣、ユダヤ教指導者、イスラム教導師者、医師、看護師、または技術者に付与される。
殆どのフィリピン人は自己防衛と競技射撃のため銃を所有している。厳格な法律にも関わらず、フィリピンで銃文化が根強いのは、一部アメリカの影響によるものである。

### シンガポール
シンガポール市民は、銃器や弾薬を合法的に所有するための免許を取得しなければならない。申請者は、保有する理由を正当化する理由が必要である。ライセンスは、軍、警察、民間警備会社に限定されることが大半である。標的射撃免許は、承認された射撃場で安全に保管され、特別な許可無しに射撃場から持ち出されない限り、銃の保有を許可している。「差し迫った危機」が正当化されない限り、自己防衛目的での保有は許可されていない。免許取得後に所有できる小型火器の種類に制限は無い。

### 韓国
韓国には厳格な銃政策がある。狩猟や競技としての免許は付与されているが、使用される銃器は地元の警察署に保管しなければならない。同様にエアライフルも警察署に保管しなければならない。クロスボウやスタンガンなどの電気ショック機器も銃器として分類されているが、私的保持が認められている。テーザー銃は禁止されており、先端がオレンジ色に塗布されていないおもちゃの銃を持つことも固く禁じられている。銃器法違反は18,000ドル（約2,080万ウォン）の罰金と最高10年の懲役刑を宣告される。
大部分の韓国人男性は、徴兵制度により銃器使用に関してよく訓練されている。にも関わらず、韓国社会では軍以外のでの銃文化が欠如しているが、銃の所有率と銃器犯罪での死者数は世界的に最も低いレベルである。

### 台湾
台湾では基本的に一般市民の銃所有は禁止されている。現在、5,000人を超える合法的な拳銃所有者がおり、そのうち1,000人が自衛目的で所有され、4,000人が台湾原住民による狩猟のため所有されている。所有者は、2年毎に定期検査を受けなければならない他、警察による無作為検査を受ける。

### タイ
タイでの銃器免許は、自己防衛、財産保護、狩猟、または競技での使用に対してのみ付与される。銃器免許の申請者は20歳以上であり、善い行動の記録（犯罪歴が無い）を持ち、職業を持ち、収入を得ており、かつ永住権を持っていなければならない。また、免許を申請している地域の住宅登記に本名で少なくとも6か月間は記載（居住）されていることが求められている。違反常習者または精神的不安定な人物については、免許を取得することができない。銃器免許の申請手数料の大半は、各免許または一単位につき1,000バーツ。エアライフルの所有と使用のための免許は1ライセンス/1ユニットにつき200バーツ。携行許可証も1ライセンスあたり1,000バーツである。2017年10月以降、銃を購入して使用するには市民権が必要である。隠した状態での携行は追加の許可証無しに許可されない。全自動火器と爆発物は禁止されている。
2017年の改正法では、武器の減音装置（サプレッサー）、電気ダーツ（通電式の銛や槍など鋭利なもの）、bang fai（地元のロケット花火）やtalai（円形の翼を持つロケットのような花火）を含む新しい種類の花火が対象となっている。この改正法では更に、爆弾を制作した人物は最高3年間の懲役刑または、最高6万バーツの罰金を科せられることが記載されている。そのほか重要な変更点として、タイ人のみが当局に銃を登録することを許可している。なおこれ以前は、タイに居住する外国人も武器の所有を申請することが可能であった。同法は既に、地元の登録機関から許可を得た者以外、銃器や弾薬の製造、購入、所有、使用、注文、輸入を禁止している。この規定に違反した場合、1年から10年の禁固刑および、または、2,000バーツから20,000バーツの罰金が科せられる。

### トルコ
トルコは銃規制法に関して制限がある。自動および半自動火器の民間での所持は例外なく禁止。申請についても申請者は銃器の取り扱いが可能であることを確認するため、心理的または身体的な障害が無いことを証明する医療機関での証明書の発行を求められる。犯罪歴などの身辺調査は必須であり、ライセンスの発行には「所持するに辺りその明確な理由」が求められる。
民間人はさらに、拳銃の携行許可証またはライフルの携行許可証（ライフルに関しては狩猟免許証を別途必要とする）を警察を通して申請しなければならない。申請にあたり同様にその「明確な理由」を証明しなければならず、また携行許可証は高額である。警察官、軍人、裁判官、検察官、上級政治家などの特別な職業は政府からの与えられた生涯有効のライセンスを持っており、拳銃やライフルの取得、携行の許可証を無料で申請する特権がある。

### ベトナム
ベトナムの銃器は法執行機関と軍隊のみに制限されており、一般市民の銃器保有は禁止されている。これに対する例外は、狩猟と競技であり、銃器の免許を取得するために申請者は身元調査を行わなけらばならない。

## ヨーロッパ

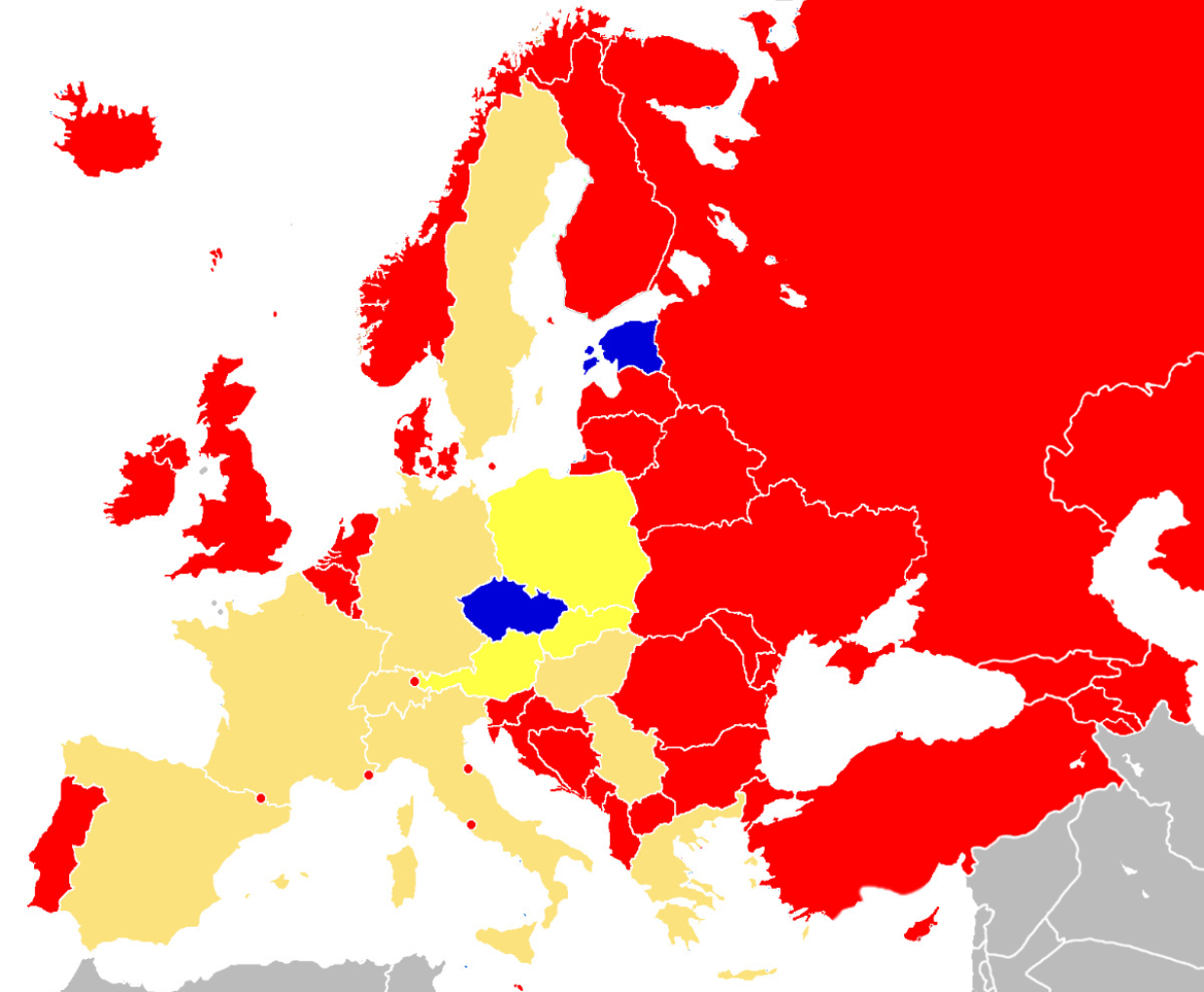
欧州各地の発行方針を表示した図
Shall-issue（許可証を発行する）
May-issue（許可証を発行する可能性がある）
No-issue in practice（許可証を発行しないが、実際には発行する可能性がある）
No-issue/no data（許可証を発行しない、またはデータなし）

### ボスニア・ヘルツェゴビナ
ボスニア・ヘルツェゴビナとスルプスカ共和国は他のヨーロッパ諸国と比較すると比較的寛容な武器法である。武器は武器弾薬法により規制されている。21歳以上の者は許可申請をすることが可能であり、犯罪行為、精神障害、アルコールまたは薬物乱用の既往のある人は許可を拒否される。徹底的な経歴調査、隣人や家族への聴取もあり、申請者は講習を修了し、選択式学科試験に合格しなければならない。これら試験に合格しても、取得に関して警察署長がその最終権限を持っており判断される。銃器は安全な場所に保管されることを義務付けられ、所有者が履行していない場合は警察に没収される可能性を有している。隠された携行は許可証で許可されている。催涙スプレーも警察に登録されていれば携行することが可能である。

### ジョージア
ジョージアでは、18歳以上の民間人が内務省から銃器の許可を得て、狩猟や競技用目的でのポンプ式散弾銃、狩猟用ライフル、カービン銃、複合狩猟用銃器、自己防衛目的での拳銃、エアガン、催涙スプレー、電気式麻酔銃、または収集目的などで銃器を購入して保管することを許可している。精神病者、麻薬中毒者、アルコール中毒者、犯罪歴を有する人物の許可はされていない。

### アイスランド
アイスランドでは、銃器を所有するには免許が必要である。免許を申請する前に、国の取り扱い講習に合格する必要がある。拳銃を所有するには特別な免許が必要であり、拳銃の使用は認可された射撃場のみで許可される。半自動火器には口径の制限があり、収集家のみに全自動火器が許可されている。

### ノルウェー
ノルウェーの銃器は銃器武器法によって規制されており、2009年7月1日に発効された新たな二次法により詳細な規制を規定している。ショットガンとライフルの所持免許は警察から「実直で責任感がある」と認められた18歳以上であり、かつ武器の必要性を証明する文書を提出しなければならず、通常、最初に取得するのは狩猟か競技用途に限定される。拳銃の場合、最低でも21歳からであり、自宅で安全に保管されることを求められる。このほか警察は通知から48時間以内に査察を行うことが許可されている。

### ロシア
18歳以上のロシア国民は、銃の安全講習に参加し、連邦政府の試験と経歴の確認に合格した後に銃器の免許を取得することが可能である。ライセンスは5年間有効で更新制。銃器は自衛、狩猟、または競技活動目的である。狩猟目的で免許を受けている狩猟銃器には、持ち運び許可証が発行される。免許取得後の購入は最初に最大25ジュールまでの銃口エネルギーを持つスムースボアとエアガンに限定され、ショットガンを5年間所有した後にライフル銃を購入することが可能となる。拳銃は一般的に許可されていない。長さ500mm（20インチ）未満の銃身を持つライフル銃やショットガン、銃弾が連射可能で10発以上の容量を持つ弾倉を有する銃器も拳銃同様に禁止されている。減音装置も禁止。登録された銃がコレクションの一部でない限り、個人で10丁以上の銃（最大で5丁以上のショットガンまたは5丁以上のライフル）を持つことはできない。

### セルビア
セルビアには武器法があり、特に農村地域では合法的な流通量が約100万丁と強力な銃文化を持っており、一人当たりの保有数で世界第2位にランクされている。武器は武器と弾薬法（Zakon ooružjui municiji）によって規制されている。
18歳以上の者は許可を得て銃器を所有することができ、犯罪歴、精神障害、またはアルコールまたは違法薬物乱用の履歴を持つ者は拒否される。徹底的な身元調査が行われた後に警察が最終決定を下し所持が可能となる。銃器は安全な場所に保管しなければならず、所有者が履行していない場合、警察によって没収される。
ライフル、ショットガン、および拳銃は適切な許可を得て所有することができるが、拳銃のライセンスは厳格である。銃器を所有する許可を得ても、それが隠されているかどうかに関わらず、所有者が銃器を家から自由に持ち運ぶことは許可されているが、拳銃の隠し携行許可証は「差し迫った脅威」を証明することを求めれられ、警察が最終決定を下すことで許可される。このことから隠し携行許可証を取得することは非常に困難である。銃の取引はすべて警察によって記録されており、所有できる銃器の数に制限はない。ライフル銃の口径制限は13mm（12.7x99mm NATO弾）を超えないこと。一般市民の全自動火器と減音装置は禁止。18歳以上であれば、許可を必要とせずにスタンガンと電気式麻酔銃を購入して携行することが可能であり、16歳以上であれば催涙スプレーを携行することが可能である。弾薬購入に制限はなく、所持している銃器に適合しているものであれば購入可能であり、爆発物取扱試験に合格した者にのみハンドロードが許可されている。1900年以前に製造された古い銃器や歴史的に重要な火器、黒色火薬を使用する火器（カテゴリーCに該当する）などは許可なく購入することが可能である。
セルビアには「ザスタバ」、「Prvi Partizan Ammunition」、「HK "Krušik" a.d.」などの民間銃器会社と弾薬産業がある。

### スイス
スイスの銃保有量は、ヨーロッパの国々と比較すると24.45%と保有率は上がっているが、ドイツ、フランス、オーストリアに比べ低い傾向である。またスイスは中立国であり、国民皆兵と民間防衛を謳っており徴兵制度である。2011年に行われた軍事兵器を軍事施設に留置させる政策に関する国民投票は否決されている。武器は自発的に地元の武器庫に保管することができ、武器を家に保管する義務はなくなっている。
1997年6月20日、スイスの「武器、武器の付属品および弾薬に関する連邦法」（WG,LArm）は、その目的として武器、その付属品、部品および弾薬の不正使用に対抗することが第1条に明記されている。武器の獲得、それらのスイス領土への導入、輸出、貯蔵、所持、運搬、輸送、および仲介を管理することも目的としており、第3条に、「武器を取得、所有、運搬する権利は、この法律の枠組みの中で保証されている」と記述されている。

### ウクライナ
ウクライナは、ヨーロッパ内で唯一、銃器法が制定されていない国である。これは総務省の「規則命令番号622」による。銃砲免許証は、年齢要件（ショットガン21歳、狩猟目的ショットガン18歳、ライフル25歳）を満たし、家庭内暴力または精神疾患の犯罪歴または履歴がなく、以下のような特定の理由を持つ市民に発行される。射撃、狩猟または採集を目的とすること。22口径、9mm、357マグナム、38口径の拳銃は、標的射撃ないし「自分の生活に対しての脅威」を証明できる者で、（通常は隠し携行許可証も与えられている者）にのみ許可される。銃器は全て安全な状態で保管しなければならない。
武器を購入する場合は、武器関連の法律、技術的および武器の安全な取り扱いのための規則、ならびに実際の射撃講座を修了しなければならない。これら講習は内務機関が担当する。武器許可証を取得する申請書を提出し、関連するコースの修了証明書を提出し、健康診断、内務省機関の検査を受け、武器の取り扱いとそのスキル、現行法の規則に関する試験に合格しなければならない。
ウクライナの刑法第263条には、火器、爆発物、および弾薬の不法な持ち運び、保管、および不法販売は、3年から7年の刑罰が科せられると記されている。
以下の者には武器許可証が発行されず、発行された場合に於いては取り消しとなる。
- 一部不適格である、または行方不明になったとする裁判所の決定。
- 武器売買、公の秩序、アルコール依存症に対する登録および治療、医師の処方箋なしの麻薬または向精神薬の使用の規則に関する本人による体系的な違反に関する情報。
- 裁判所の有罪判決。
- 重大な犯罪、および武器または爆発物の使用を原因とする犯罪について、自己確信を持っているかどうかに関わらず未解決または、その疑いが解消されてない場合。
- 裁判所が自由の権限のはく奪し奉仕活動を決定した、または有罪判決後の刑執行の遅延、刑事訴訟の差し戻し請求などの場合。

病的疾患者や、身体的欠陥などリストに記載されている者に関しては許可証が発行されず、この判断はウクライナ内閣より承認されている。
外交使節団や領事館からの請願に基づいて内務省が発行した許可を得れば、外個人の武器弾薬の購入は認められる。購入後、5日以上経過すればウクライナから武器輸出も可能となる。ウクライナで永住権の証明書を発行された外国人は、ウクライナ市民同様に武器を購入することが可能となる。狩猟および競技用の武器は、内務省の適切な許可および関係省庁の許可を得ることで持ち込みが可能となる。

### 欧州連合

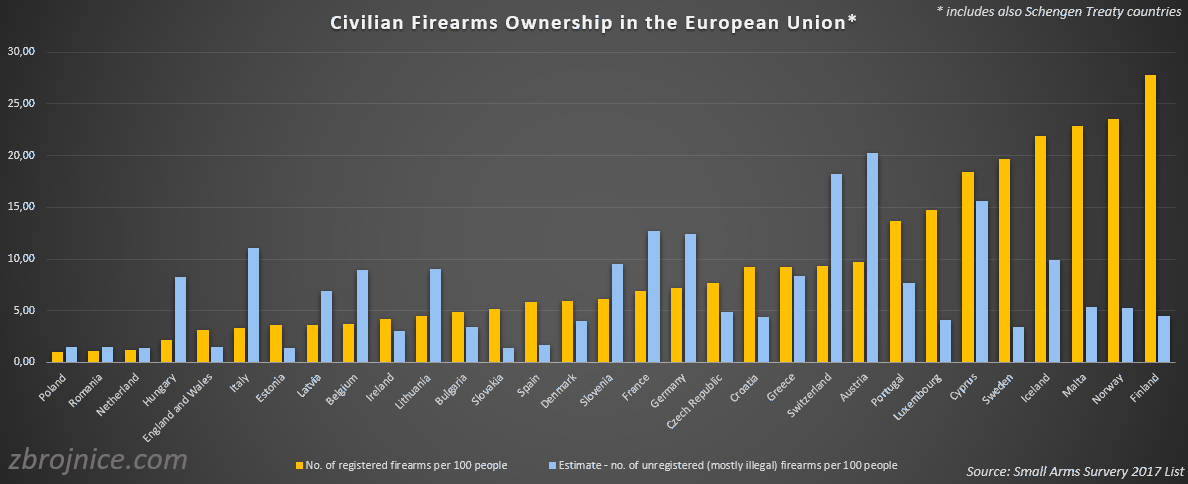
EU諸国の人口100人辺りに対する銃器の数

欧州指令「No. 91/477/EC」によって、民間の銃器の取得と所有に関して、EU加盟国が自国の法制度に実装しなければならない最低基準を定めている。加盟国はより厳格な規則を自由に採用することができるが、EU諸国の間で銃器への法的アクセス範囲の違いをもたらす結果となっている。

### オーストリア
オーストリアでの銃器所持は、18歳以上の市民であり、許可を受けた販売店、またはガンスミスに於いて銃を購入後、6週間以内に登録され、その後に身元調査が行われる。中折式とレバーアクション式ライフル、中折れ式ショットガンは制限なしに購入が可能である。半自動小銃や散弾銃（非ポンプアクション式）は銃器の免許証や隠し携行許可証が必要であり、安全に保管する義務を有する。全自動武器、軍用の半自動小銃、ポンプ式散弾銃、および全体で45cm（18インチ）または90cm（35インチ）より短い銃身の散弾銃は制限されており、ライセンスは殆ど発行されることがない。
1871年以前に作られた古い武器は免許証や登録を必要としない。弾薬の販売は一般的に制限されていないが、拳銃の弾薬と一部ライフルの弾薬には許可が必要となっている。

### キプロス
キプロス共和国は厳格な銃規制を行っている。市民はいかなる口径の拳銃や小銃を所有することを完全に禁止されている。2連式ショットガンに限り許可証が警察から付与される。散弾銃は狩猟目的の為だけとされ、所有は10丁まで可能である。弾薬購入に関しても免許証が必要であり、一度に購入できるのは250発までと制限され、売買記録が残される。同時にエアガンも規制されており、所有には免許が必要である。

### チェコ共和国
チェコ共和国は、大多数（30万人の内24万人）の市民が自己防衛目的で銃器を保有している。許可証発行に寛容で、同時に2丁までの隠し携行も許可している。このことから大半の市民は直ちに自己防衛目的での2丁以上の銃が即、発砲可能な状態下にある。2010年のデータでは保有数では及ばないものの、隠し携行数はアメリカを凌ぐほどである。
免許取得は、銃の技能試験、健康診断に合格し、犯罪歴が無いことで取得可能である。一般的な銃器の所有率は比較的低いままであるが、銃器を所有し携行するのは自由である。これは、ナチスと共産党の独裁政権下でチェコ市民の銃器保有を禁止された歴史的背景からとみられている。
合法的に所有されている銃器による犯罪はまれで、2016年には銃器犯罪が45件記録され、そのうち17件は「危険な脅威」からくる自己防衛目的であった。銃法に関する規制がEU指令で通達される以前まで、この国の寛容性に問題はなかったが、EU指令移行、国内では国家安全保障と銃の権利を守るための憲法改正を提案したが、議会上院に於いて承認されかったため立法化されずに終わっている。このほかチェコ政府は銃の所持を規制するEU指令に対し、欧州裁判所に訴訟を起こしている。2017年10月、上院の公聴会で、10万人以上の市民によって署名されたEU銃禁止に対する申立てが討議されている。
2018年2月、内務省は、EU指令に準拠するために現在の武器および弾薬法の改正を提案している。法律を承認するプロセスは、欧州司法裁判所の決定まで議会で保留されていた一方、2019年1月、内務省は、国の民間銃器所有の伝統を尊重しながら、EU指令の要件に準拠する、まったく新しい銃器法の草案を発表している。

### デンマーク
デンマークで16歳以上の市民は狩猟や競技射撃のために銃の免許を取得することが可能である。これには、筆記による複数選択テストと実技テストに合格する必要がある。その後、認定された狩猟免許インストラクターが、申請者が武器を所有するのに適しているかどうかの判断を行い、申請者に犯罪歴がなければ免許証が付与される。
狩猟免許証は、店頭での購入と、最大で12ゲージ、2発式までのショットガンであれば丁数無制限で所持ができる。購入した銃器はオンラインフォームを通じ警察に通知しなければならない。警察を通じライフルの許可証を購入し、ショットガン同様、店頭でボルトアクション式のライフルを購入しなければならない。許容される口径は可能な限り小さいものから（0.50BMG）まであり、0.50BMGは含まれていない。ライフルが2発に制限されている場合（デンマークでの狩猟）、または容量の制限なしの場合（デンマーク外での狩猟）、半自動小銃は許可されている。近年海外で狩猟をするための半自動式ライフルで許可されているのは、より大きな口径のみだけある。223レミントン弾、5.56mm NATO弾と同様の口径のライフル銃は一般的に許可されていない。ハンターは、狩猟を許可される前にショットガンまたはライフル射撃試験に合格しなければならない。
競技射撃目的では、すべての口径のボルトアクションライフル同様に、ショットガンを使用することも可能である。（唯一の例外0.50mgも可能）半自動小銃は競技射撃のための使用は許可されていない。
拳銃は20歳以上で、射撃クラブで会員登録を行い2年間が経過した後で拳銃の許可を申請することができ、警察の身辺調査を通過すれば許可される。許可される口径は9mm以下であるか、限られた少数の大口径であること。最大所有数は22口径であれば6丁。3丁目を申請するには司法省からの特別な許可を必要とする。22口径を超える大口径は、同じ口径で最大2丁までに制限されている。ただしリボルバーの場合は拳銃を2丁以上追加することが合法である。また口径に関係無く、すべての拳銃の全長は、グリップおよび取り外し部品無しで測定した場合で少なくとも210mm（8,26インチ）以内でなければならない。
競技目的の武器許可証（長銃と短銃の両方）は5年ごとに更新、狩猟用ライフルの許可は10年ごとに更新する必要がある。散弾銃に更新は無く、有効な狩猟免許を持っている限り。これらを所有することが可能である。狩猟免許の失効から10年後まで武器許可証は有効である。
銃器を公の場で持ち運ぶことは固く禁じられているが、自己防衛では許可されている。これは誰かが銃器で攻撃された場合、その攻撃された者や自分自身を守ることが法的に許されていることを意味することによる。
特別な許可が法務省によって発行されない限り、全自動火器の使用は禁止されている。これらの許可は非常に稀であり、警察または軍関係または、警察や軍に人員を派遣している人物や企業に限る。
銃の不法所持は1年以上の懲役刑で処罰される可能性がある。民間人は、拳銃、リボルバー、ショットガン、ライフルなどの私有の武器や弾薬を承認された安全な保管庫で管理することを条件に、自宅で保管することが可能である。警察の裁量で射撃クラブの武器を検査することができるが、私有の銃器を検査するには裁判所命令を必要とする。

### フィンランド
フィンランドでの銃器の所有権と使用は、1998年の国の銃器法によって規制されている。武器は、地元警察によって個別に許可されている。個人が保有できる許可の数に制限はない。免許は、娯楽用途、展示会または（特定の状況下では）本業（プロ）用途である。いかなる種類の武器も禁止されていないが、ライセンスは「その理由」により与えられる。銃器の免許を取得する正当な理由として自衛目的は認められていない。これは狩猟用および競技用の銃を除き本業以外の使用を認めないことによる。法執行機関を除いて全自動式の銃器は一般的に許可されていない。特別に訓練された警備員だけが弾薬を装填された武器を公に持ち込むことができる。
2007年11月、フィンランドはEU指令に準拠するため銃砲を改正しており、15歳から18歳までの者が許可を得られない様に変更している。しかし、すでに許可を受けた者は例外である。2011年、憲法委員会は、20歳以上の者が半自動式拳銃の許可を得られることができると結論を下している。自身の銃を保有するには、2年間継続して拳銃競技活動をしなければならない。

### フランス
フランスでは、銃を購入するには狩猟免許または競技射撃免許が必要である。2015年9月、銃器は4つのカテゴリーに分けられ、カテゴリー別の規則が決定されている。カテゴリーCの銃器は、狩猟免許証、または医療証明書付きの競技射撃免許証で取得することが可能であり、カテゴリーCには、主に1銃身に対し1発のショットガン（2連式も可）と単発式ボルトアクションライフルが含まれる。合法的に購入すれば、これらのカテゴリCの武器は、狩猟や競技射撃の免許が無くなった場合でも、使用せずに保管することができる。
カテゴリーBの銃器は、競技射撃許可証所持者が健康診断書付きで6ヶ月間、使用可能である。重犯罪の有罪判決が無く、インストラクターから少なくとも3回の銃講習を受講しなければならない。許可証は地元警察で購入し5年毎の更新制。このカテゴリー銃器の使用は競技目的かつ射撃場のみに限り、狩猟目的での使用は禁止されている。カテゴリBには、AK-47、AKM、AK-74、AR-15、M16、M4などの全てのアサルトライフルが含まれるが、半自動方式のみとする。リムファイアを含むすべての拳銃もカテゴリーBに分類される。許可が更新されない状態でこれらカテゴリBの武器を所有するのは違法となり、武器は処分しなければならない。
ピストルを含むエアガンは、そのエネルギーレベルが20ジュール（以前は10J）を超えていなければ、カテゴリDの武器として、大人が自由に利用できる。基本的エネルギーレベルがターゲットピストルで6J、ターゲットライフルで7.5Jとなっている。スコープ付きフィールドターゲットライフルは15Jまたは16Jとなり競技では最大圧力（16J）を認めている。非金属性ペレットを発射し、2Jを超えないエアソフトガンは、武器ではなく玩具と見なされるため、銃器規制から除外されている。
カテゴリーDは自由に使用でき、最大で75gまでの催涙スプレーなども含まれる。これ以上の容量の物は武器とみなされ、特別な許可を要するカテゴリーBに分類される。
1人の者が12丁以上の銃器を所有することはできず、1丁あたり10個以上の弾倉と1,000発の弾薬を所有することはできない。1年限りの携行許可証は「非常に危険な状態に晒されている」と証明できる者にのみ付与され、拳銃と最大50発の弾薬が許されている。しかしこの許可が下りるのは非常に稀である。なぜなら通常、そのような状態に陥った場合は当局は警察に保護依頼を要請するからである。2015年11月以降、警察官は職務外でも銃を携行する権限を与えられている。

### ドイツ
ドイツでの銃の所有権は制限されており、1972年の連邦武器法「Waffengesetz」によって規制されている。法律で7.5ジュールを超える武器に適用される。銃器の免許証は、刑事事件での有罪判決や精神障害がなく、申請者に信頼性があり、銃器を所有する必要があると証明できる18歳以上の者に付与される。また所有する銃器ごとに個別のライセンスが必要である。標的射撃は過去12か月間に18回の訪問記録を持った射撃クラブの会員でなければならない。銃器の携行許可証は、隠し携行を公的に許可する2段階制の免許であり、特定のニーズを持つ者にのみ発行される。
自動式銃器や、いくつかの特殊武器、特殊弾薬は完全に禁止されている。これら武器の購入、所有、貸与、使用、持ち運び、作成、改造、交換は、最長5年間の懲役刑、武器の没収および最高10,000ユーロの罰金となり違法であり処罰される。あらゆる種類の犯罪に対して違法な武器を使用すると、1年から10年の禁固刑によって罰せられる。
2012年末に導入されたドイツの銃登録制度では、合法的に所有した人数は140万人であり、銃器数が550万丁であった。

### ギリシャ
ギリシャは厳格な銃規制が存在する。散弾銃（3発に能力が制限されている）、ライフル銃と拳銃所持には警察本部によって付与されたライセンスが必要である。次の条件下で18歳以上のギリシャ市民に免許証を付与することが可能となる。
- a）その者個人に対し、「安全に対する深刻で不安がある状況」で検察官による助言が行われた場合。
- b）銀行、現金輸送、商店の安全の為などの場合。

拳銃やライフル銃を購入するには、市民は隠し携行許可証または標的射撃許可証（ライフル銃用）のどちらかを持っている必要がある。半自動式の小銃は禁止。ハンターは最大10丁のショットガンとライフル（ライフリング無し、スムースボアのもの）を所有でき、競技目的では最大7丁の銃を所有することが可能。ショットガン用の弾薬購入のためのライセンスチェックや記録は無いが、対象となる射手は武器1丁につき500発までしか所有することができない。

### ハンガリー
ハンガリーの銃法は比較的厳格で、「コード24/2004」、政府の決定「253/2004」、内務大臣の指示「49/2004」によって規制されている。法律は、7.5ジュールを超える火力エネルギーを持つ武器に適用される。銃器の免許証は、刑事事件での有罪判決や精神障害がなく、信頼できる者とみなされ、銃器を所有する必要があると証明することができる18歳以上の者に付与される。半自動小銃、狩猟用小銃、散弾銃、または拳銃を所有するためには、狩猟クラブまたは、ライフルクラブへの入会などの正当な理由が必要である。自動小銃は禁止されている。
2010年、ハンガリーには129,000人の登録された銃保有者（人口の1.3％）がおり、235,000丁の銃器が確認されている。これら大多数は、狩猟用ライフルと自衛目的のための拳銃であった。銃器犯罪はハンガリーでは非常に稀であり、警察が犯人に対し発砲する件数は年平均10回以下である。

### アイルランド
アイルランドの銃法は厳しく、すべての銃器は警察ガルダを通じて個別に免許を取得する必要がある。申請者は16歳以上、所有の正当な理由、銃器を保管する安全な場所、銃器適正の証明、またはそれを達成するための取り決め、医療記録と2通の人物証明書を提出し、健全であり温和な事を証明しなければならない。特定の犯罪で有罪判決を受けた申請者は銃器の証明書を拒否される。個人防衛は、所有権の正当な理由とはならない。
アイルランドの銃器法は1925年の銃器法に基づいており、1964年、1968年、1971年、1990年、1998年そして2000年に改正されている。これら修正の累積的な影響、および他の法の修正が適用された混乱により、2006年アイルランド法改革委員会は、現存するすべての法律を改正することを勧告している。しかし、2006年の刑事司法法には、銃器法の80％の書き換えが含まれていた。その後すぐに2007年の改正および2009年のさらなる主要な改正が法的混乱を悪化させており、2014年現在、法改正委員会の勧告はまだ完全には制定されていない。銃器法は、およそ20の別々の法によって改正された1925年の法から成り立っており、その起草、改正または用法に直接関わっている者の一握りによってだけよく理解されている。銃器所有者による高等裁判所および最高裁判所で数百の司法審査が勝訴し、これら全ての銃器法を遵守していなかった免許に関し、広範な苦情が生じている。

### イタリア
イタリアでは、国家警察が精神的疾患でも既知の薬物乱用者でも無く、銃の安全性を証明できる犯罪歴のない18歳以上の者に対し銃の免許を発行している。射撃競技免許証は、弾薬が装填されていない状態で運搬し、指定された射撃場のみの使用に於いて許可している。狩猟免許は狩猟目的でのみ許可される。隠し携行免許はその「正当な理由」（例、強盗の危険に晒されている警備員や宝石商など）を求められた上で許可され、弾薬が装填された銃器を公の場で持ち運ぶことを許可している。個人が自宅保管状態で保持できる上限は、拳銃3丁、12丁の競技用拳銃またはロングガン、狩猟用長物は無制限、および1890年以前に製造された物に限定した骨董銃で8丁に制限される。なお、収集目的での許可証はこれら制限を超えて所有することができる。
私用の銃器は、取得から72時間以内に地元の警察署に登録しなければならない。弾薬の購入も登録しなければならず、通常の保有限度は拳銃弾で200発、狩猟用弾薬で1,500発までに限られている。

### オランダ
オランダでは、銃の所有権は、法執行機関、ハンター、および標的射手に限定されている（自己防衛は銃器を所有する正当な理由にはならない）。狩猟免許は狩人安全講習コースを通過することを必要とする。標的射撃用の銃を所有するには、申請者は1年間射撃クラブの会員でなければならない。重犯罪歴、麻薬中毒、精神疾患を有する者には許可されない。
銃器は安全な場所に保管した上、毎年警察によって検査される。これら銃器は「暴力に対する」理由としてのみ自己防衛に使用することが可能。全自動銃式は禁止されているが、半自動式、拳銃および、全ての弾薬と弾倉は合法である。認可された銃の所有者は一度に5丁までその者が保有する免許証に登録することができる。

### ポーランド
ポーランドでの銃の所有権は、1999年5月21日に改正された武器弾薬法によって規制されている。銃を所有するためには免許を必要とするが、2011年と2014年に銃法が緩和され、年々与えられる許可数が増加している。これは一般的に、説明なしに免許をはく奪する警察の裁量権を削除したことによる。現行の法律では、標的射撃および収集のための許可証は法的要件を満たせば即許可する方針であり、自己防衛目的の許可も付与することが出来ると定められていたことによる。競技射撃および自己防衛目的での許可は、弾薬を装填した状態、かつ隠し携行の状態であれば、公の場で持ち運ぶことが可能ある。以前の競技射撃免許では銃器の持ち運びは許可されていたが、射撃場出入りの際、銃器強奪事件が発生した過去から現行法では禁止となっている。
銃器の免許を取得するには、申請者は犯罪歴を持たず、医学的および心理学的審査を行い、望む銃器に対する試験に合格しなければならない。（自己防衛目的ではポーランド警察、標的射撃はポーランドスポーツシューティング協会、狩猟目的ではポーランド狩猟協会で行われる試験）許可証は無期限であるが、自衛目的の許可は5年毎に医学的および心理的評価に合格する必要がある。
各許可証は保有者が所有できる武器の種類と数を指定している。またこれらの値は、ライセンスの種類と必要な書類によって大きく異なり、標的射撃と狩猟用に約5スロット、収集用に10スロットを受け取ることが確立されている。標的射撃免許は、申請者が有効な射撃競争免許を所有することを要求される（国際射撃連盟での射撃競技の各カテゴリー別の年間履歴）。収集免許は、選択式または全自動式火器を含む全ての銃器が収集、または射撃場のみに於いて使用することができる。自己防衛免許は、「平均より高い一定の危険性」を証明することが求められる。免許証が生涯有効となるのは元軍人で高官または警察官のみであり、拳銃を1丁所有することが可能である。また警備会社はこれら制度の対象外となる。
1885年以前に製造された黒色火器を使用する骨董銃は免許証を必要としないため、銃愛好家の間で人気を博している。

### ルーマニア
ルーマニアでの銃の所有権は、法律「295/2004」によって規制され、ルーマニアは、世界で最も厳しい銃法を持つ国のひとつである。市民が武器を手に入れるには、警察から許可を得なければならず、購入した武器は登録しなければならない。狩猟許可、自衛許可、競技射撃許可、コレクター許可など、様々な要件と許可を必要とするカテゴリが決められている。唯一、銃を合法的に携行できるカテゴリーは自己防衛許可、裁判官、国会議員、軍および特定の外交官のみである。また、すべての場合に於いて心理的審査が事前に必要となる。同時に15cmより長い刃体を持つナイフは武器と見なされ、銃器同様に扱われる。
ハンターが狩猟銃を取得するには、プロのハンターと一定の練習時間を必要とする。自己防衛許可を取得するには、証人の保護下にある必要がある。競技および取集ライセンスは、それぞれスポーツシューティングクラブまたはコレクター協会の会員資格を必要とする。
所有することができる弾薬の量は、許可の種類によって規制されており、競技許可証では、銃1丁あたり1,000発の一致する弾薬の所有を認められる。狩猟許可証では、銃1丁あたり300発の一致する弾薬、自衛許可は、1丁あたり50発の弾丸と50個の空薬莢が保有でき、収集許可では、弾薬の私的所有を認めていない。
爆発性の弾薬が使用できる武器や弾薬（ロケット弾など）、全自動式の武器、銃以外の造形に偽装された武器、装甲貫通制のある弾薬、また法律で定義されたカテゴリに該当しない殺傷性を有する武器は禁止されている。
銃の種類も規制されている。以下の図は、民間所有の為の、致死性武器と種類による制限を説明する表の簡易版である。コレクターの場合、1945年以降に設計された短銃器は禁止されているが、自己防衛許可では非致死性の武器のみ許可される。
砲口初速が10キロジュールを超える武器、銃身に反動を抑える装置や装備が施された武器の携行は違法である。
| 銃の種類                                                                   | 狩猟 | 競技 | 収集 |
| -------------------------------------------------------------------------- | ---- | ---- | ---- |
| ピストルやリボルバー型の短いセンターファイヤー方式の武器                   | No   | Yes  | Yes  |
| 弾倉容量が3発以上の長い半自動式の武器                                      | No   | Yes  | Yes  |
| 全自動式の外観を持つ長い半自動式の武器                                     | Yes  | No   | Yes  |
| 弾倉容量が3発以内または弾倉容量を3発以上合理的に変更できない半自動式の武器 | Yes  | Yes  | Yes  |
| スムースボアの半自動式やレバーアクション式で長さが60cm以下の武器           | Yes  | Yes  | Yes  |
| 単発のセンターファイヤー方式で長さ28cm以下の武器                           | No   | Yes  | Yes  |
| リムファイヤー方式の単発、半自動式、またはレバーアクション式の武器         | No   | Yes  | Yes  |
| センターファイヤー方式で単発式のライフル                                   | Yes  | Yes  | Yes  |
| 長さが28cm以上の単発式でスムースボア                                       | Yes  | Yes  | Yes  |
注記
- スポーツ射撃免許証で武器を取得するにあたり別の制限が課されている。
- 未成年者（14歳以上）も、銃免許を持っている人の監督下にあれば武器を使用することが可能である。しかし、18歳までは所有することも持ち運ぶことも禁止されている[219]。
- 自己防衛の為の銃の使用は、銃が最後の手段である場合にのみ許可される[220]。

### スロバキア
スロバキアでの銃の所有権は、主に法「190/2003」（武器と弾薬の法）によって規制されている。銃器免許証は少なくとも21歳（有効な狩猟許可証の所有者であった場合、カテゴリーDは18歳、競技射撃の国家代表は15歳）で犯罪歴が無く、健康で健全であり、銃を所持する正当な理由があること。銃の法律、安全な取り扱い、応急処置に関する口頭試験に合格すること。
ライセンスは下記6つのカテゴリーに分類されそれぞれに許可証が発行される。
- カテゴリーA：自衛目的で隠し携行
- カテゴリーB：自宅防衛
- カテゴリーC：業務用
- カテゴリーD：狩猟用の長銃
- カテゴリーE：競技用
- カテゴリーF：収集用

隠し携行許可は、警察が十分な正当性を認めた場合にのみ発行される。何故ならこのライセンスは「許可証を発行する可能性がある（May-issue）」であり、スロバキアではライセンスを付与する個々の警察部門の立場によって見解が異なることによる。これは、カリフォルニア州の銃法に酷似しており、他の部署では十分な理由により（一定の脅威や襲撃、金銭の輸送、元軍人や法執行機関職員、合法的な申請者の互酬的関係）「許可証を発行する（Shall-issue）」となり、人口の約2％がこの免許証を保有している。
例外があり、非レバーアクション方式の前装式の銃は免許証なしで購入することが可能である。

### スロベニア
スロベニアでの銃の所有権は、EUの指令と同調し、武器法「Zakon oorožju」の下で規制されている。銃の許可証は、犯罪歴がなく、健康診断および銃器の安全性に関する試験に合格し、良心的兵役拒否がないこと。狩猟目的か標的射撃かの理由が求められ、狩猟会か競技射撃団体のメンバーであることを証明すること。申請者は武器の種類に応じたレベルでの安全な保管庫での保管義務を求められる。自己防衛目的での所有は、申請者が自己の安全と銃が必要であるとされる危険性を証明しなければならない。
ほとんどのEU加盟国と同様、カテゴリAの銃器の所有は禁止されている。ただし、要件が満たされていれば武器収集家は所有が許可されている。銃器弾薬は鍵の掛かる保管庫で別々の場所に保管しなければならない。特殊な状況でのみ隠し携行は許可される。銃口速度が200m/sまたは、エネルギーが20ジュールを超えるエアガンも許可が必要である。

### スペイン
スペインの銃器規制は法「Real Decreto 137/1993」により制限されている。銃の免許証は、警察の身元調査、生理学的および医学的審査を行い、学科試験に合格した後、グアルディア・シビルから発行される。ショットガンとライフルの免許は5年毎に更新しなければならず、銃も検査対象となる。競技ライセンスは3年毎の更新制度で銃器の検査は警察が任意でいつでも行える。自己防衛および隠し携行ライセンスは毎年更新する必要があり、特別な条件下でのみ利用可能である。
競技ライセンス保有者は最大で6丁のショットガンと無制限でライフルを所有することが可能であり、その有効期間は3年である。また競技レベルに応じて、1丁から10丁まで拳銃も所有することが可能。弾薬は半自動式センターファイヤー方式の小銃で、狩猟目的で2発、競技目的であれば4発に制限されている。また半自動式ショットガンは3発に制限されている。
半自動センターファイア方式小銃の弾倉容量は競技射撃用途で4発、狩猟のため2発に制限されている。半自動式ショットガンは3発に制限されている。リムファイヤー方式のライフルに関しては種類に関係なく弾倉の制限はされていない。223レミントン弾、5.56mm NATO弾や50BMGなど軍事用途の弾薬を装填したライフルは禁止。308 Winchesterと7.62x39mm（AK47用弾頭）の弾薬は、ボルトアクション式、レバーアクション方式、または単発式銃器にしか使用することができない。許可されたセンターファイヤー方式の拳銃と小銃は承認された武器庫にて保管し、銃と弾薬は別に保管しなければならず、所有者は銃器の盗難についての責任を負う。ライフルと拳銃の弾薬は合法的に所有している銃器専用の物だけに限り、購入と所有は拳銃で100発、ライフルで200発に制限される。年間使用制限もあり、拳銃で100発、ライフルで1.000発であり、拳銃用は個人保管量と同等となる。しかし、主に競技用途でのみ、追加申請することが可能となっている。ショットガン用弾薬は有効な身分証を携帯している成人に対し、最大で5.000発の弾薬を購入し保管することができる。年間の数量制限は課されていない。免許保有者は自宅から射撃場や狩猟場、またその逆に於いて装填してない状態での銃器運搬が許可されているが、回り道は許されていない。また射撃場内とシーズン中の狩猟場内はこの制限から除外される。
民間警備目的で拳銃とライフルの所持を許可する免許があるが、この免許は仕事以外では許可されず、職場敷地内に於いて承認された武器庫を設置し、安全に保管する義務がある。
自衛目的での拳銃の隠し携行免許がある。しかしながら、この許可は「発行する可能性がある（May-issue）」を基準としており、幾つかの要件を伴って初めて認められており、その大半は認められていない。この免許は毎年更新制度であり、その都度申請しなければならない。
その他、警察および警備隊の要員、ならびに軍の一般隊員は上記の免許以外に特別な銃器の免許を保有している。収集家には別途、前装式銃の免許がある。

### スウェーデン
スウェーデンでの銃の所有権は、「Vapenlagen 1996：67」の銃法と修正法「Vapenförordningen 1996:70」及び「FAP 551-3 / RPSFS 2009:13.」に明記されている。取得申請は善良な人物であり、狩猟試験を合格するか、承認された射撃クラブに6か月間所属した18歳以上の者に対し警察から免許が付与される。15歳以上の人物に対しては、免許保有者の監督下の下に於いてのみ銃器の貸与（使用）が行える。
ライセンス所有者は、最大6丁の狩猟用ライフル、10丁の拳銃、または8丁のライフルと拳銃を混用させ所有することが可能。銃器は承認された安全な武器庫に保管しなければならない。競技射撃用に登録された銃器は狩猟に使用することはできない。隠し携行許可証は、命に関わることが証明されているなど、非常に特殊な状況下でのみ取得することが可能である。
銃器収集家は、収集対象の明確な境界（例、第二次世界大戦前のイギリスの拳銃のみを対象としている。など）を示さなければならない。警察は収集された銃器に対し安全対策を指示する場合があり、コレクターはその指示に対して猶予を請求することが許可されている。1890年以前に製造され、使用せず密封されている弾薬は武器法から免除されている。

### イギリス
イギリスは、いくつかの銃器法を通じて銃器規制を強化し、自動火器と多くの半自動火器を完全に禁止した。登録証付古式拳銃も厳重に管理されている。銃器の所有権には通常、警察が発行したショットガン証明書（Shotgun Certificate, SGC）または銃器証明書（Firearm Certificate, FAC）が必要である。申請者は次の要件を満たさなければならない。アルコールや薬物関連の病状を含む病状の病歴が無いこと。うつ病、精神障害または神経障害、またはてんかんの既往歴がないこと。銃を保管するのに安全な武器庫。FACはさらに、申請者が所有しようとする各銃器についての正当な理由（狩猟、害虫駆除、収集、標的射撃など）北アイルランドでのみ、自衛が正当な理由として認められている。
SGCは、安全に保管できる場合に限り、保有者はショットガンを無制限に購入し所有することが可能。散弾銃の弾倉容量は2発に制限されている。FACの対象となる武器の場合、警察は保有する弾薬の種類と量、そして銃器の使用場所と使用方法を制限する権限を有している。北アイルランド以外では、1997年に改正銃器法で殆どの拳銃の私的所有が禁止されたが、海事保安要員に対して一般的に発行されているセクション5の免許と警察の保護下にある者は例外である。

## オセアニア

### オーストラリア
オーストラリアの銃法は州政府の管轄下にあり、1996年の国家銃器協定の改定に全面的に合意している。州は、狩猟、競技射撃、害虫駆除、採集および農民と農場労働者に対し銃器の免許を公布している。有罪判決を受けた犯罪者および精神疾患の既往歴のある者に対する免許交付は禁止されている。ライセンスは3年または5年毎（ノーザンテリトリーおよび南オーストラリア州では10年毎）に更新する必要がある。フルライセンス保有者は18歳以上でなければならず、12歳以下の未成年の使用に関しては殆どの州で成人の監督下に於いてのみ使用することを許可している。
拳銃は、州内の一次生産者（農民）、競技射手、および特定の警備員が射撃クラブに於いて試用期間を6ヶ月を得た後に入手することが可能となる。軍用武器、容量や口径に関係なく半自動小銃、ポンプアクション、半自動ショットガンなどが規制対象武器となる。

### ニュージーランド
ニュージーランドの銃法は、1983年の武器法、1992年の武器改正法、1992年の武器規制法で構成され、主に銃器所有者の審査に焦点を当てている。安全講習講義を受け、安全性及び武器規則に関する筆記試験に合格し、銃器および弾薬を保管するための安全な保管庫を持っていることを申請して警察から銃器免許証が交付される。警察はまた、申請者と銃器を所有するに辺り「適任者」であることを確認するために、申請者に対し2つの質問を訊ねる。犯罪組織構成員、家庭内暴力の経歴、精神的不安定、またはアルコールや薬物乱用の経歴がある場合、ほぼ申請は拒否される。また銃器に関する不正行為は、通常、警察によって免許証を取り消されることに繋がる。銃法と規制からNZ警察の方針として自己防衛目的での銃器所持は認めていない。推計では人口476万人に対し、120万～150万丁の銃が流通しており、この内13,500丁が半自動小銃とされる。
特定の種類の銃器を所有するには、厳格な検査手順、より高いレベルでの保管義務、および武器を入手するための「特別な理由」が必要である。また拳銃、機関銃、選択式半自動小銃、および軍用式半自動小銃（military-style semi-automatics, MSSAs （リムファイア式弾薬で15発、センターファイアー式弾薬で7発以上の弾倉容量を持つ物を含む）を購入する前に、免許について適切な支持（裏書）を得た上で購入する必要がある。
2019年3月15日に発生したクライストチャーチモスク銃乱射事件により、ジャシンダ・アーダーン首相は3月21日、軍仕様の半自動小銃（MSSA）と自動小銃を禁止すると発表している。また他の銃火器をMSSAに改造できる部品、装弾数の多い弾倉も禁止となる。これに伴う駆け込み需要の抑制も行われ、政府による禁止対象銃器の買戻しも2億NZドル（約152億円）を投じ整備される。農業従事者には0.22口径とショットガンなど特定の範囲内で特例を設ける。執行猶予期間が過ぎた後に所持していた場合、最大で4.000NZドルの罰金と3年の禁錮刑が科される。この新しい銃改正法は同年4月11日に施行された。同国での銃器使用は、農家の害獣駆除や怪我をした家畜の処分、狩猟や射撃場も点在するため趣味としての利用者も多く、このことから議会にロビー活動を行う圧力団体が存在するため、過去に議論された銃規制は退けられている。